# Pippi Pończoszanka (postać)

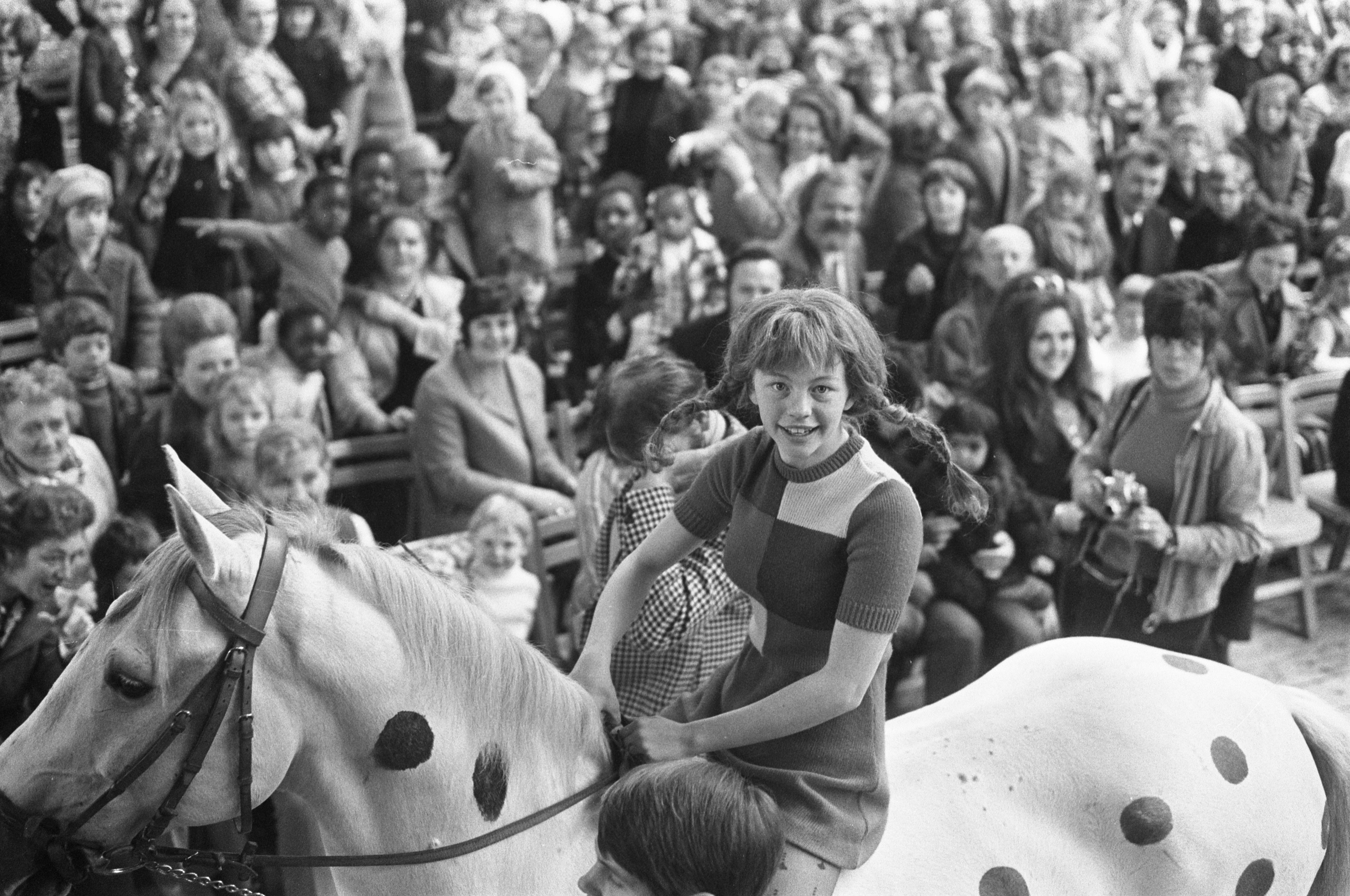
Inger Nilsson jako Pippi Pończoszanka w Amsterdamie (1972)

Pippi Pończoszanka lub Fizia Pończoszanka (szw. Pippi Långstrump), Pippilotta Wiktualia Firandella Złotomonetta Pończoszanka (szw. Pippilotta Viktualia Rullgardina Krusmynta Efraimsdotter Långstrump) – postać fikcyjna, tytułowa bohaterka cyklu powieści Astrid Lindgren i ich adaptacji filmowych.
Pippi ma dziewięć lat, marchewkoworude włosy splecione w dwa odstające warkoczyki i mnóstwo piegów. Nosi przykrótką, połataną sukienkę, opadające pończochy i dużo za duże czarne buty. Mieszka całkiem sama, jedynie z małpką Panem Nilssonem i koniem, w Willi Śmiesznotce w małym miasteczku – jej matka nie żyje, a ojciec, kapitan Pończocha, pływa na morzu. Jednak Pippi, najsilniejsza dziewczynka na świecie z torbą pełną złotych monet, doskonale sobie radzi bez pomocy, ignorując bądź odrzucając wszelkie próby ingerencji w jej życie: czy to umieszczenia jej w domu dziecka, czy zmuszenia do chodzenia do szkoły. Jej zachowanie i wypowiedzi często obnażają hipokryzję dorosłych, dbających bardziej o zewnętrzne pozory niż wyższe wartości. Sama Pippi, mimo ciągle popełnianych niezręczności i skłonności do opowiadania niestworzonych historii, zawsze kieruje się dobrem innych, spiesząc na ratunek słabszym i poszkodowanym.

## Seria książek o Pippi autorstwa Astrid Lindgren
- Pippi Pończoszanka (1945)
- Pippi wchodzi na pokład (1946)
- Czy znasz Pippi Pończoszankę? (1947)
- Pippi na Południowym Pacyfiku (1948)
- Fizia Pończoszanka i zabawa choinkowa
- Pippi jest najsilniejsza w świecie
- Pippi na wyspie Kurrekurredutt
- Pippi schodzi na ląd
- Pippi urządza przyjęcie

## Ważniejsze filmy z tą postacią

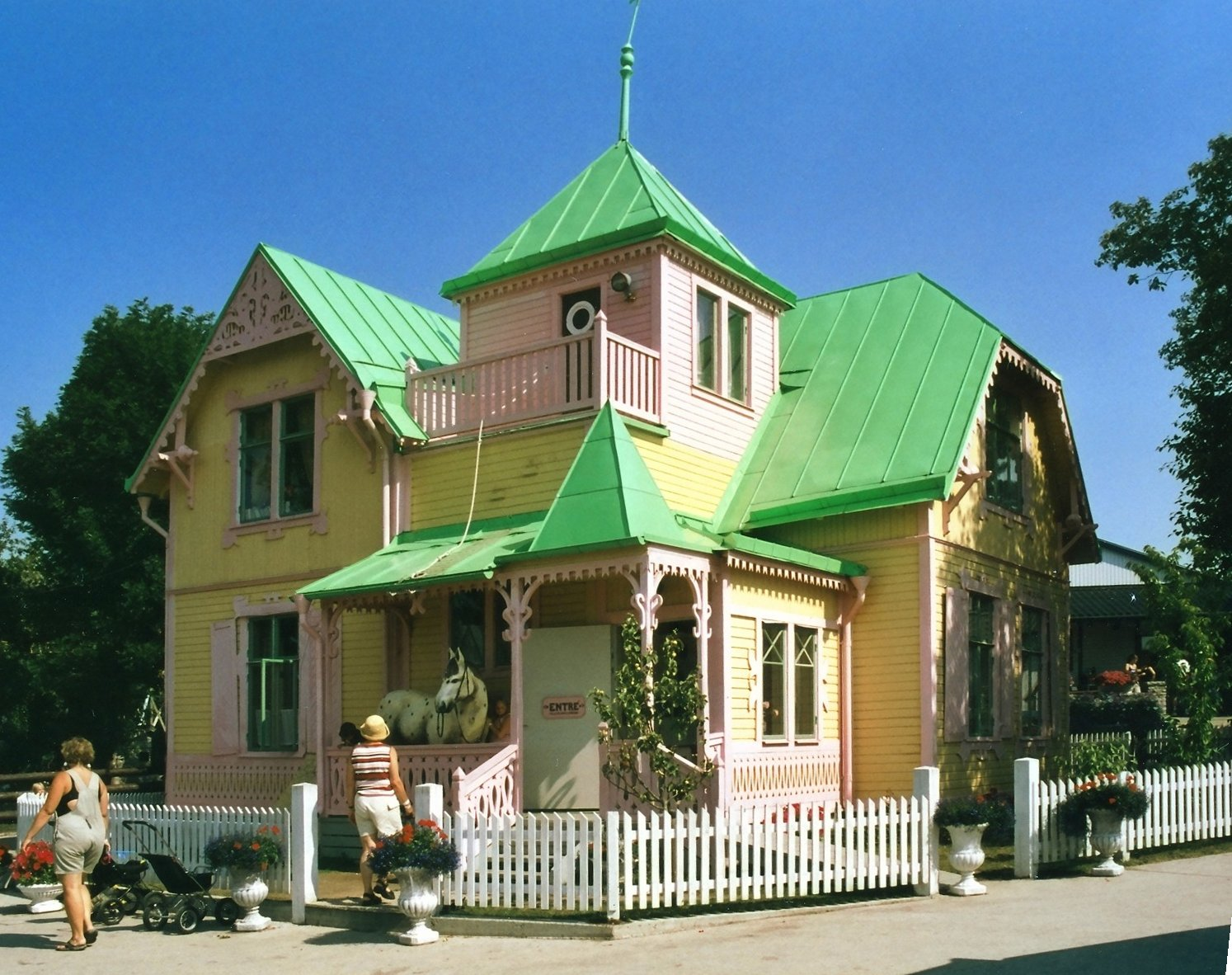
Willa Śmiesznotka – budynek wybudowany na potrzeby adaptacji telewizyjnej, obecnie w parku Kneippbyn na Gotlandii

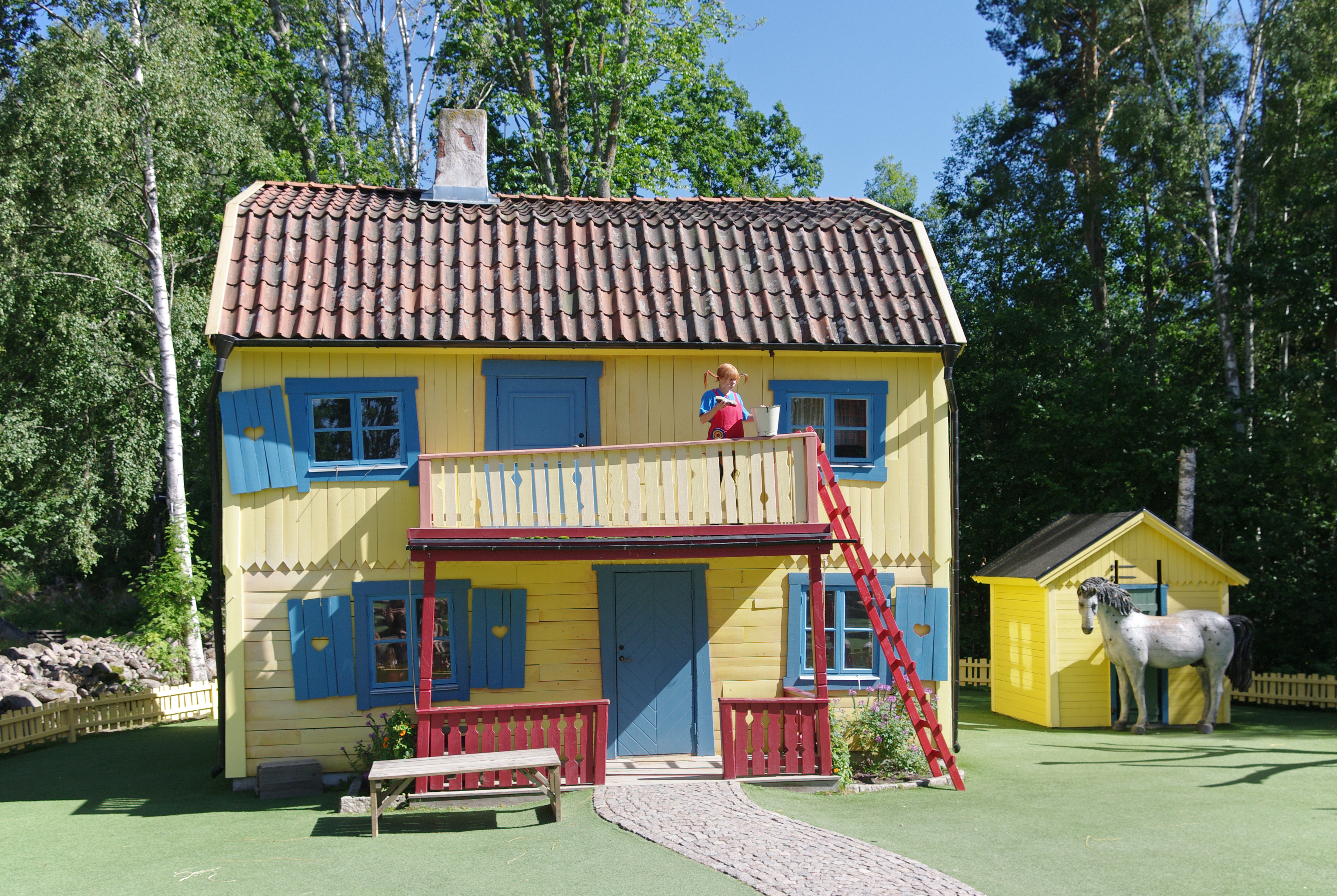
Willa Śmiesznotka w parku rozrywki Astrid Lindgrens värld w Vimmerby

- Pippi 1969 (Pippi Långstrump) − szwedzko-niemiecki serial telewizyjny. Reżyseria Olle Hellbom, w roli Pippi Inger Nilsson, głos Pippi w polskiej wersji językowej Ewa Złotowska
- Pippi 1969 (Pippi Långstrump) − szwedzko-niemiecki film na bazie serialu z 1969. Reżyseria Olle Hellbom, w roli Pippi Inger Nilsson, głos Pippi w polskiej wersji językowej Ewa Złotowska
- Powrót Pippi 1969 (Pippi går ombord) − szwedzko-niemiecki film na bazie serialu z 1969. Reżyseria Olle Hellbom, w roli Pippi Inger Nilsson, głos Pippi w polskiej wersji językowej Ewa Złotowska
- Pippi wśród piratów (Pippi w kraju Taka-Tuka) 1970 (Pippi Långstrump på de sju haven) − szwedzko-niemiecki film. Reżyseria Olle Hellbom, w roli Pippi Inger Nilsson, głos Pippi w polskiej wersji językowej Ewa Złotowska
- Ucieczka Pippi 1970 (På rymmen med Pippi Långstrump) − szwedzko-niemiecki film. Reżyseria Olle Hellbom, w roli Pippi Inger Nilsson, głos Pippi w polskiej wersji językowej Ewa Złotowska
- Pippi Langstrumpf 1973 (Pippi Longstocking) − szwedzko-niemiecki film na bazie serialu z 1969. Reżyseria Olle Hellbom, w roli Pippi Inger Nilsson
- Nowe przygody Pippi Langstrumpf 1988 (The New Adventures of Pippi Longstocking) − amerykański film. Reżyseria Ken Annakin, w roli Pippi Tami Erin
- Pippi 1997 (Pippi Longstocking) – kanadyjsko-niemiecko-szwedzki animowany film muzyczny. Reżyseria Clive A. Smith, głos Pippi w polskiej wersji językowej Sara Müldner
- Pippi 1998 (Pippi Longstocking) − kanadyjsko-niemiecko-szwedzki serial animowany. Reżyseria Paul Riley, głos Pippi w polskiej wersji językowej Sara Müldner

## Nawiązania literackie
- Jorgen Gaare, Pippi i Sokrates. Filozoficzne wędrówki po świecie Astrid Lindgren, Wyd. Jacek Santorski & CO.  2002, ISBN 83-88875-37-X